# 優芬頓白馬

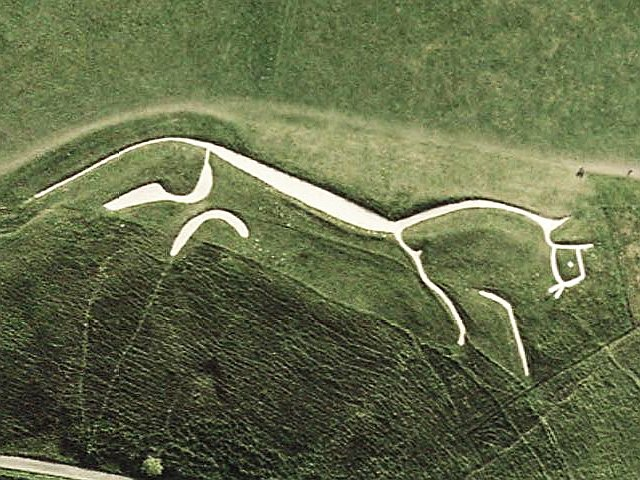
Uffington白馬

優芬頓白馬（Uffington White Horse）是位於英國英格蘭牛津郡優芬頓的一處山丘畫，長達110米（360英尺），其歷史已有約3000年。優芬頓白馬也是許多類似白馬藝術作品的原型，現在由英國國家信託所有並管理。